# Gyaring (Žlutá řeka)
Gyaring (tibetsky མཚོ་སྐྱ་རེངས་། mCcho Gyareng, čínsky pchin-jinem Zhaling Hu, znaky 扎陵湖) je jezero v pohoří Kchun-lun v provincii Čching-chaj v ČLR. Má rozlohu okolo 600 km² a dosahuje hloubky 8 m. Leží v nadmořské výšce přibližně 4200 m.

## Pobřeží
Nachází se v bažinaté kotlině mezi hřbety Bucinšan a Bayan Har.

## Vodní režim
Přes jezero protéká Žlutá řeka na svém horním toku. V těsné blízkosti jezera Gyaring leží jezero Ngoring.